# Nepalomyia tatjanae
Nepalomyia tatjanae är en tvåvingeart som först beskrevs av Negrobov 1984.  Nepalomyia tatjanae ingår i släktet Nepalomyia och familjen styltflugor. Inga underarter finns listade i Catalogue of Life.